# Акімова Клавдія Іванівна
Клавдія Іванівна Акімова (1928—2003) — льоновод, Герой Соціалістичної Праці (1966).

## Біографія
Клавдія Акімова народилася 2 жовтня 1928 року в селі Снігурівка (нині — Шумяцький район Смоленської області). У 1946 році закінчила семирічну школу, після чого працювала в колгоспі.

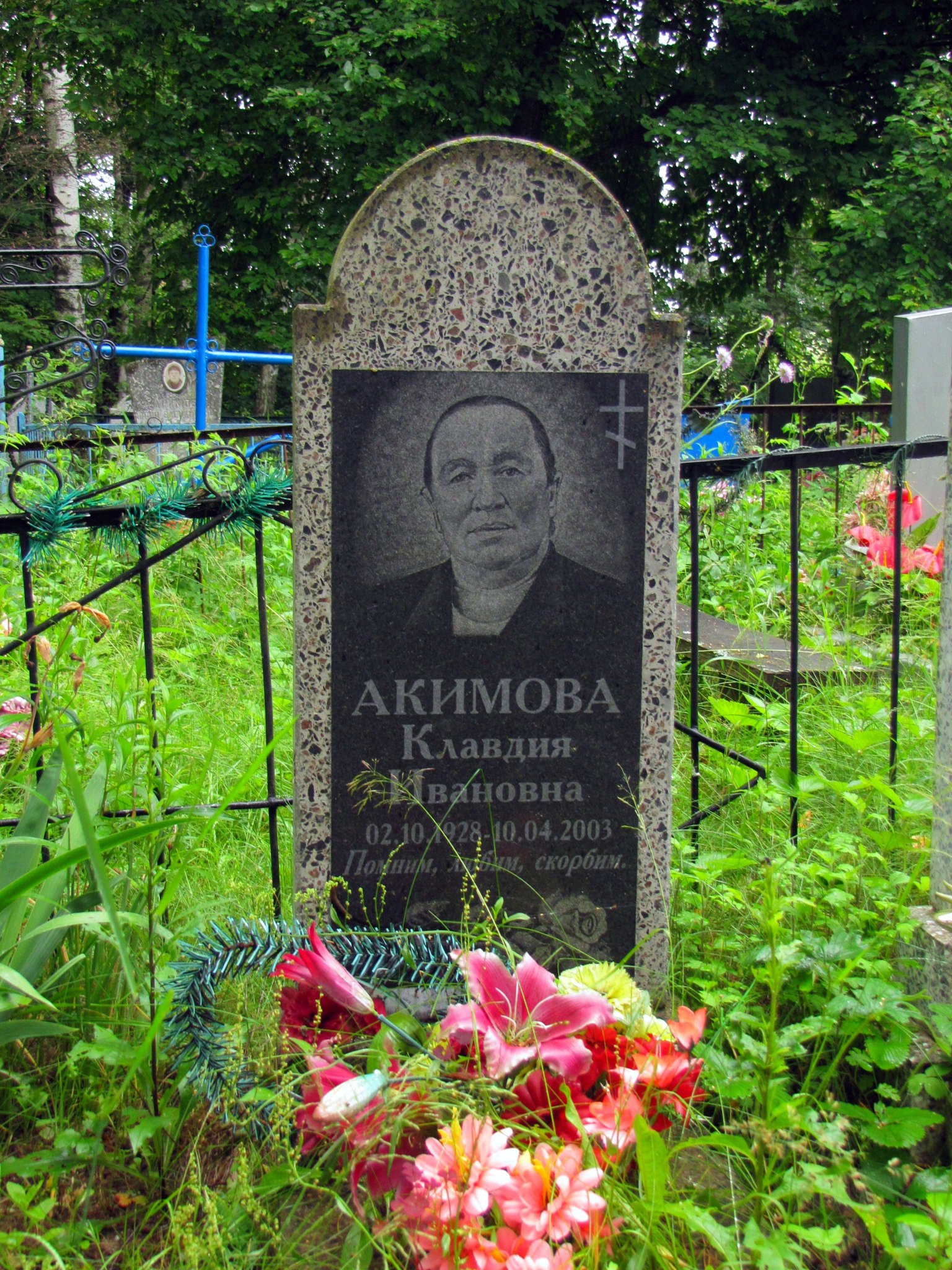
Могила К. І. Акімової в Снігурівці.

В 1960—1975 роках Акімова керувала льоновою ланкою колгоспу, в 1970—1980 роках — членом механізованої льонової ланки колгоспу «40 років Жовтня», а пізніше — бригадиром комплексної бригади. Домоглася високих показників врожайності волокна і насіння льону завдяки застосуванню передових технологій і останніх досягнень сільськогосподарської науки.
Указом Президії Верховної Ради СРСР від 30 квітня 1966 року Клавдія Іванівна Акімова удостоєна високого звання Героя Соціалістичної Праці з врученням ордена Леніна і медалі «Серп і Молот».
Активно займалася громадською діяльністю, обиралася депутатом Верховної Ради СРСР 6-го скликання, делегатом Всеросійського з'їзду колгоспників 1969 року, членом обласної та районної рад колгоспів, членом Шумяцького райкому КПРС та виконавчого комітету Шумяцьскої районної ради народних депутатів. У її честь був названий приз, який в радянський час вручався кращим льоноводам Шумяцького району. Померла 10 квітня 2003 року, похована в рідному селі.
Також нагороджена орденом Жовтневої Революції, Грамотою Верховної Ради РРФСР, золотою, срібною та бронзовою медалями ВДНГ СРСР і низкою трудових медалей.